# Deh-e Salah (distrikt)
Deh-e Salah är ett distrikt i Afghanistan. Det ligger i provinsen Baghlan, i den nordöstra delen av landet, 140 kilometer norr om huvudstaden Kabul. Administrativ huvudort är Deh-e Salah.
Distriktet beräknades år 2022 ha cirka 37 000 invånare.